# Clusia gundlachii
Clusia gundlachii är en tvåhjärtbladig växtart som beskrevs av Stahl. Clusia gundlachii ingår i släktet Clusia och familjen Clusiaceae. Inga underarter finns listade i Catalogue of Life.

## Bildgalleri

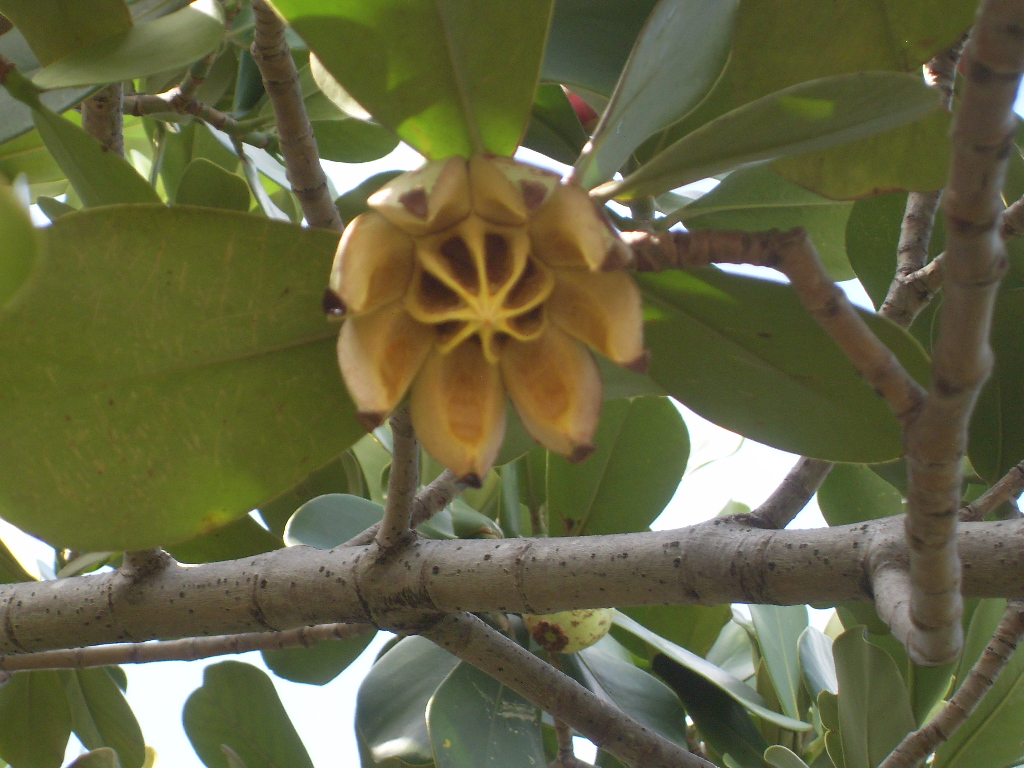
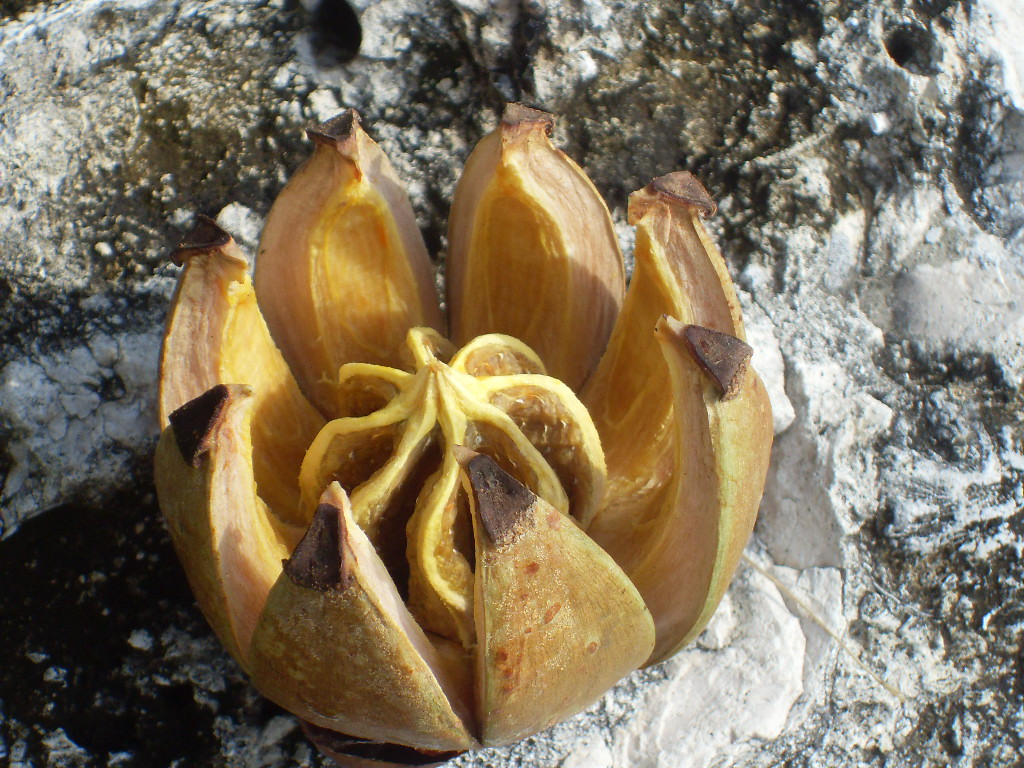
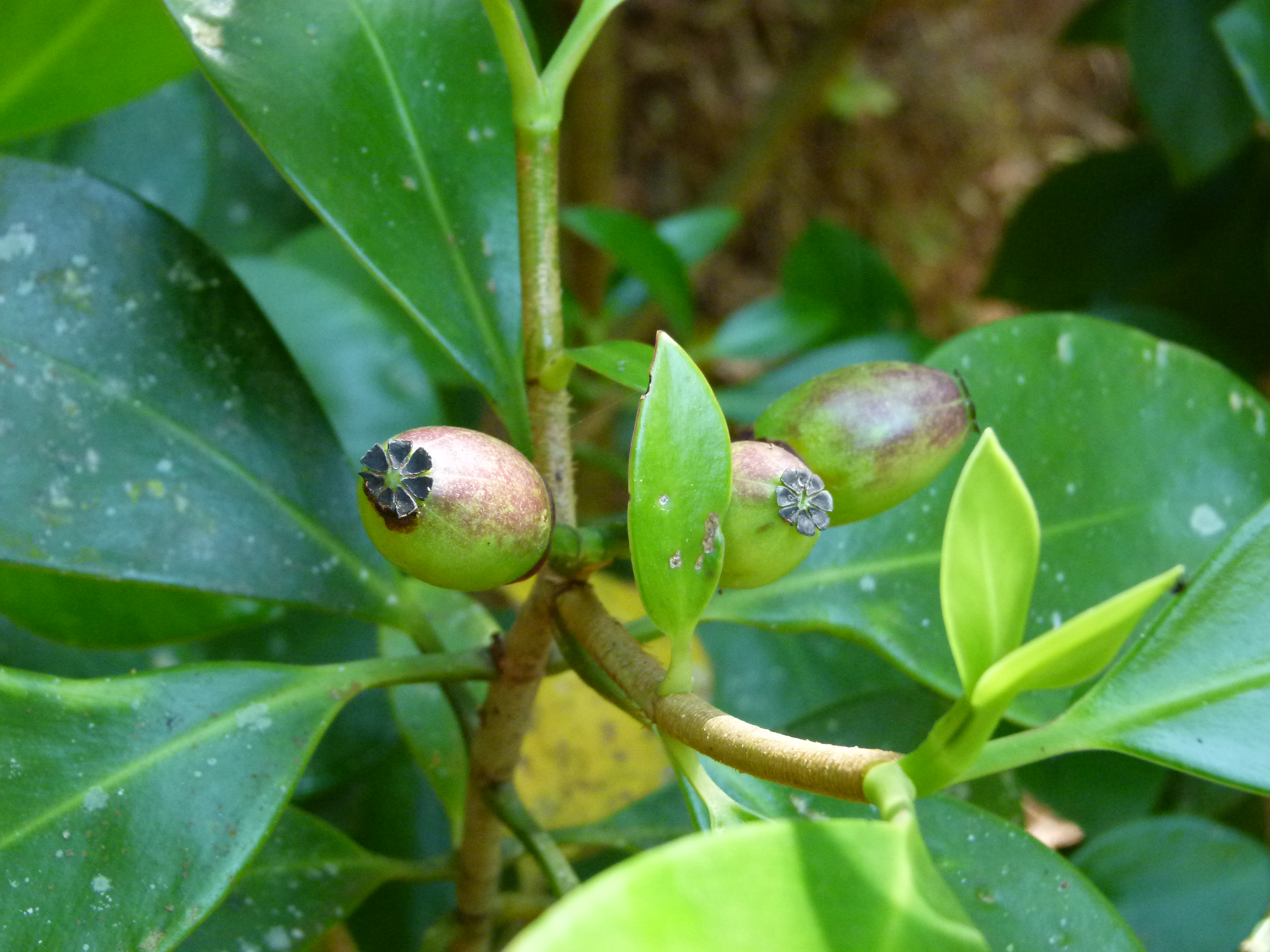